# シルビオ・ロドリゲス・ペレイラ・ジュニオール
シルビオ・ジュニオール（Silvio Júnior）ことシルビオ・ロドリゲス・ペレイラ・ジュニオール（葡: Silvio Rodrigues Pereira Júnior、1994年5月4日 - ）は、ブラジル・サンパウロ州出身のプロサッカー選手。ポジションはフォワード。

## 来歴
2015年にカンピオナート・パウリスタ・セリエA2のバタタイスFCで選手となった。
翌年にウクライナ・プレミアリーグのFCチョルノモレツ・オデッサに完全移籍した。
2018年にカテゴリア・エ・パラのFKヴラズニアに完全移籍すると、フォルトゥナ・リーガのFC ViOnズラテー・モラフツェを経て、カテゴリア・スペリオレに昇格したヴラズニアに復帰、アゼルバイジャン・プレミアリーグのケシュラFKと東欧を渡り歩いた。
2021年にUAEファーストディヴィジョンリーグのアル＝ダイドSCに移籍すると、マサフィSCを経て、リーガ1のプルセバヤ・スラバヤ、プルシカボ1973に在籍した。
2023年7月18日、J2リーグのレノファ山口FCに完全移籍した。
2024年6月、右前十字靭帯断裂、右膝内側側副靱帯損傷、右外側半月板断裂で全治8か月となり、手術とリハビリテーションのためブラジルに帰国した。
その後復帰に向けたリハビリを行っていたが、2025年5月21日のトレーニング中に負傷し、右前十字靭帯再断裂、右外側半月板断裂と診断された。クラブとの契約は2025年6月30日をもって満了となるが、クラブとして引き続きサポートしていく方針と発表された。

## 個人成績
| 国内大会個人成績 | 国内大会個人成績 | 国内大会個人成績 | 国内大会個人成績 | 国内大会個人成績 | 国内大会個人成績 | 国内大会個人成績 | 国内大会個人成績 | 国内大会個人成績 | 国内大会個人成績 | 国内大会個人成績 | 国内大会個人成績 |
| 年度             | クラブ           | 背番号           | リーグ           | リーグ戦         | リーグ戦         | リーグ杯         | リーグ杯         | オープン杯       | オープン杯       | 期間通算         | 期間通算         |
| 年度             | クラブ           | 背番号           | リーグ           | 出場             | 得点             | 出場             | 得点             | 出場             | 得点             | 出場             | 得点             |
| 日本             | 日本             | 日本             | 日本             | リーグ戦         | リーグ戦         | リーグ杯         | リーグ杯         | 天皇杯           | 天皇杯           | 期間通算         | 期間通算         |
| ---------------- | ---------------- | ---------------- | ---------------- | ---------------- | ---------------- | ---------------- | ---------------- | ---------------- | ---------------- | ---------------- | ---------------- |
| 2023             | 山口             | 94               | J2               | 9                | 2                | -                | -                | 0                | 0                | 9                | 2                |
| 2024             | 山口             | 94               | J2               | 10               | 0                | 1                | 1                | 1                | 1                | 12               | 2                |
| 2025             | 山口             | 94               | J2               | 0                | 0                | 0                | 0                | -                | -                | 0                | 0                |
| 通算             | 日本             | 日本             | J2               | 19               | 2                | 1                | 1                | 1                | 1                | 21               | 4                |
| 総通算           | 総通算           | 総通算           | 総通算           | 19               | 2                | 1                | 1                | 1                | 1                | 21               | 4                |